# Charles Alexandre de Calonne

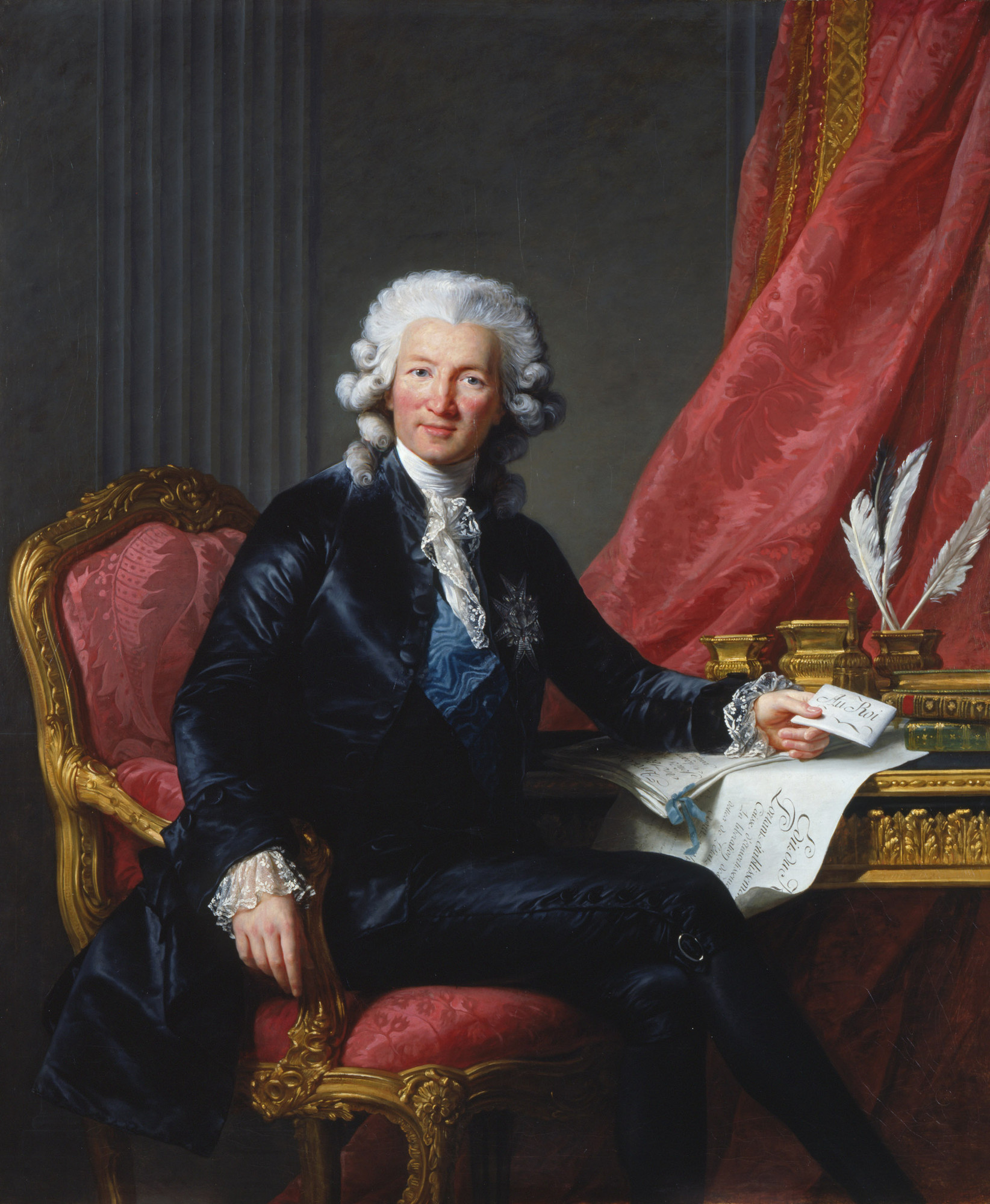
Charles Alexander de Calonne, porträtterad av Élisabeth-Louise Vigée-Le Brun 1784.

Charles Alexandre de Calonne, född 20 januari 1734 i Douai, död 30 oktober 1802 i Paris, var en fransk ämbetsman.

## Biografi
de Calonne var intendent i Lille, och utnämndes 1783 genom Vergennes inflytande till generalkontrollör (finansminister). För sin post ägde han goda kvalifikationer, han var nära lierad med vissa storfiansiella kretsar, rik på finansiella uppslag, övertygad om nödvändigheten av genomgripande reformer och med ett starkt intellekt. Samtidigt dock lättsinnig och såg inte allvaret i statens problem, och var illa ansedd i bredare lager. 
Vid han tillträde var statsfinanserna i ett bedrövligt tillstånd. Jacques Necker hade förstått att dölja detta, men under hans efterträdare hade en akut kris inträtt. Denna övervanns snart av Calonne, som tog nya lån, och uppgjorde en plan för att amortera statsskulden, och en bank - Caisse d'amortissement inrättades. I statsutgifterna var Calonne mindre återhållsam än sina företrädare. Han lät därför statskassan betala prinsarnas skulder, men hans slöseri har av många överdrivits. Redan från början beträdde Calonne reformernas väg, åtskilliga skattetekniska förändringar vidtogs, samfärdsel, handel och industri uppmuntrades, och i fysiokratisk anda företogs flera reformer för jordbrukets bästa. 
Då Calonne ville gå vidare med sina reformer, och sanrt insåg det omöjliga i att gå vidare med reformerna utan nya skatter, föreslog han 1786 kungen att inkalla en notabelförsamling. Kungen samtykte, och Calonne förelade 1787 församlingen en rad långtgående reformprojekt: inrättande av provinsförsamlingar, omläggning av skatteväsendet i riktning mot de privilegierade ståndens högre beskattning, spannmålshandelns frigivande, upphävande av tullgränser inom riket, statsdomänernas försäljning med mera. Förslaget om skattehöjningar vann inte gehör hos adeln, och istället klandrades Calonne för den usla finansiella situationen. Han gjorde ett försök att genom att publicera sina reformer vinna ett brett folkligt stöd för desamma, men misslyckades, och tvingades 9 april 1787 att avgå. 
Calonne var senare efter franska revolutionen en av de franska emigranternas främste talesmän, men återvände 1800 till Frankrike.